# Ева (име)
Ева је женско хришћанско библијско име, које се користи у Италији, Шпанији, Португалу, Енглеској, Немачкој, Холандији, Скандинавији, Србији, Словенији, Чешкој, Бугарској, Русији и представља латински облик енглеског имена Eve (чита се Ив). Потиче из старохебрејског „Hawwa“ у значењу „дар живота“, „живот“, „жива“. Према старом завету Ева је жена првог човека Адама, створена од његовог ребра, прамајка човечанства. Постоји тумачење да је ово хебрејски облик имена хетитске богиње Хебе. Грчко тумачење имена је да оно значи „доносилац добрих вести“. На руском језику ово име је заправо транскрипција имена Yeva.

## Назив
Назив Ева је у вези са називима жена и живот, Живана, Живка, кева. У Првој књизи Мојсијевој, 3. поглавље, 20. стих, стоји: И Адам надјену жени својој име Ева, зато што је она мати свима живима. Живо, је на латинском vivo. У преводу на енглески стоји: And Adam called the name of his wife Life, because she was the mother of all living. Life је живот, и у том преводу не стоји Ева него живот. Блиски су и енглески називи за жену и живот, wife-life, јер је жена та која даје живот.  Исто, и у грчком преводу, није наведена Ева, него живот: Ζωή (зои - живот). На енглеском Eve се чита као Ив. Ђуро Даничић је то превео са Јева. На јеврејском и кева (נְקֵבָה) се у Библији користи да означи жену (Књига Постања 1,27: 5,2), а у српском је то жаргонски назив за мајку.

## Историјат
Према тврдњама неких аутора, ово име се среће на старословенским споменицима из 11. века.

## Имендани
Имендани се славе у: 
| држава    | датум(и)      |
| --------- | ------------- |
| Чешка     | 24. децембар  |
| Естонија  | 24. децембар  |
| Француска | 6. септембар  |
| Литванија | 12. септембар |
| Словачка  | 24. децембар  |
| Шведска   | 24. децембар  |

У Мађарској се такође прославља 24. децембра, а облик имена у овој земљи гласи мађ. Éva.

## Популарност
Ово име је популарно у многим земљама. У САД је од 1900. до 2007. увек било међу првих четиристо. У Белгији је од 2000. до 2007. увек било међу првих тридесет, у Француској је имало највећу популарност између 2004. и 2006. када је било међу првих шеснаест, у Шкотској је од 2000. до 2007. било међу првих сто, са тим да му популарност расте, у Аустрији је 2004. и 2006. било на 40, односно 43. месту, на Исланду је од 2001. до 2007. као и 1996. било међу првих десет, а у Шпанији од 2002. до 2006. увек међу првих 40.

## У литератури
Ово име се појављује у делу „чича Томина колиба“ из 1852. године, као надимак лика кога зову „мала Ева“, а чије је име заправо Евангелина.

## Занимљивост
У Алабами и Тенесију постоје насељена места са називом „Ева“.

## Изведена имена
Изведено је име Евица.